# Rajd San Remo
Rajd San Remo (Rally di Sanremo) – asfaltowy rajd samochodowy z bazą we włoskim mieście San Remo. Odbywa się on na asfaltowych trasach w zachodniej części regionu Liguria. W latach 1973–2003 stanowił jedną z eliminacji mistrzostw świata organizowanych przez FIA.
Pierwszy Rajd San Remo, zwany wówczas Rally Internazionale di Sanremo odbył się w 1928 roku, a druga edycja miała miejsce w 1929 roku. Następnie zaniechano organizowania rajdu, aż do 1961 roku. Wtedy też został zorganizowany Rally dei Fiori (Rajd Kwiatów). W latach 1970–1972 rajd nosił nazwę Sanremo-Sestriere – Rally d’Italia i był jedną z eliminacji Międzynarodowych Mistrzostw Konstruktorów. W 1973 roku stał się jedną z eliminacji Rajdowych Mistrzostw Świata jako Rajd Włoch. Był nią aż do roku 2003, z przerwą w 1995 roku, gdy organizowane były tu jedynie zawody samochodów 2-litrowych. W 2004 roku status rajdu mistrzostw świata i Rajdu Włoch przejął Rajd Sardynii.
W latach 2004–2005 Rajd San Remo był jedną z eliminacji mistrzostw Włoch. Z kolei w 2006 roku stał się jednym z rajdów serii Intercontinental Rally Challenge.

## Zwycięzcy
| Rok  | Nazwa rajdu                           | Kierowca              | Pilot                   | Samochód                       | Kategoria  |
| ---- | ------------------------------------- | --------------------- | ----------------------- | ------------------------------ | ---------- |
| 1928 | Rally Internazionale di Sanremo       | Urdareanu             |                         | Fiat 520                       |            |
| 1929 | Rally Internazionale di Sanremo       | Urdareanu             |                         | Fiat 521                       |            |
| 1961 | 1º Rally dei Fiori                    | De Villa              |                         | Alfa Romeo Giulietta           |            |
| 1962 | 2º Rally dei Fiori                    | Piero Frescobaldi     |                         | Lancia Flavia                  |            |
| 1963 | 3º Rally dei Fiori                    | Franco Patria         |                         | Lancia Flavia Coupé            |            |
| 1964 | 4º Rally dei Fiori                    | Erik Carlsson         |                         | Saab 96 Sport                  |            |
| 1965 | 5º Rally dei Fiori                    | Leo Cella             |                         | Lancia Fulvia 2C               |            |
| 1966 | 6º Rally dei Fiori                    | Leo Cella             |                         | Lancia Fulvia HF               |            |
| 1967 | 7º Rally dei Fiori                    | Jean-François Piot    |                         | Renault Gordini                | ERC        |
| 1968 | 8º Rally di Sanremo                   | Pauli Toivonen        |                         | Porsche 911                    |            |
| 1969 | 9º Rally di Sanremo                   | Harry Källström       | Gunnar Häggbom          | Lancia Fulvia HF               | ERC        |
| 1970 | 1º Sanremo-Sestriere – Rally d’Italia | Jean-Luc Thérier      | Marcel Callewaert       | Alpine-Renault A110 1600       | IMC        |
| 1971 | 2º Sanremo-Sestriere – Rally d’Italia | Ove Andersson         | Tony Nash               | Alpine-Renault A110 1600       | IMC        |
| 1972 | 14º Rally Sanremo                     | Amilcare Ballestrieri | Arnaldo Bernacchini     | Lancia Fulvia 1.6 Coupé HF     | IMC        |
| 1973 | 15º Rally Sanremo                     | Jean-Luc Thérier      | Jacques Jaubert         | Alpine-Renault A110 1800       | WRC        |
| 1974 | 16º Rally Sanremo                     | Sandro Munari         | Mario Mannucci          | Lancia Stratos HF              | WRC        |
| 1975 | 17º Rally Sanremo                     | Björn Waldegård       | Hans Thorszelius        | Lancia Stratos HF              | WRC        |
| 1976 | 18º Rally Sanremo                     | Björn Waldegård       | Hans Thorszelius        | Lancia Stratos HF              | WRC        |
| 1977 | 19º Rally Sanremo                     | Jean-Claude Andruet   | Christian Delferrier    | Fiat 131 Abarth                | WRC        |
| 1978 | 20º Rally Sanremo                     | Markku Alén           | Ilkka Kivimäki          | Lancia Stratos HF              | WRC        |
| 1979 | 21º Rally Sanremo                     | Antonio Fassina       | Mauro Mannini           | Lancia Stratos HF              | WRC        |
| 1980 | 22º Rally Sanremo                     | Walter Röhrl          | Christian Geistdörfer   | Fiat 131 Abarth                | WRC        |
| 1981 | 23º Rally Sanremo                     | Michèle Mouton        | Fabrizia Pons           | Audi Quattro                   | WRC        |
| 1982 | 24º Rally Sanremo                     | Stig Blomqvist        | Björn Cederberg         | Audi Quattro                   | WRC        |
| 1983 | 25º Rally Sanremo                     | Markku Alén           | Ilkka Kivimäki          | Lancia 037                     | WRC        |
| 1984 | 26º Rally Sanremo                     | Ari Vatanen           | Terry Harryman          | Peugeot 205 Turbo 16           | WRC        |
| 1985 | 27º Rally Sanremo                     | Walter Röhrl          | Christian Geistdörfer   | Audi Sport Quattro S1 E2       | WRC        |
| 1986 | 28º Rally Sanremo - wyniki anulowane  | Markku Alén           | Ilkka Kivimäki          | Lancia Delta S4                | WRC        |
| 1987 | 29º Rally Sanremo                     | Massimo Biasion       | Tiziano Siviero         | Lancia Delta HF 4WD            | WRC        |
| 1988 | 30º Rally Sanremo – Rally d’Italia    | Massimo Biasion       | Tiziano Siviero         | Lancia Delta Integrale         | WRC, CIR   |
| 1989 | 31º Rally Sanremo – Rally d’Italia    | Massimo Biasion       | Tiziano Siviero         | Lancia Delta Integrale 16V     | WRC        |
| 1990 | 32º Rally Sanremo – Rally d’Italia    | Didier Auriol         | Bernard Occelli         | Lancia Delta Integrale 16V     | WRC        |
| 1991 | 33º Rally Sanremo – Rally d’Italia    | Didier Auriol         | Bernard Occelli         | Lancia Delta Integrale 16V     | WRC        |
| 1992 | 34º Rally Sanremo – Rally d’Italia    | Andrea Aghini         | Sauro Farnocchia        | Lancia Delta HF Integrale      | WRC, CIR   |
| 1993 | 35º Rally Sanremo – Rally d’Italia    | Franco Cunico         | Stefano Evangelisti     | Ford Escort RS Cosworth        | WRC, CIR   |
| 1994 | 36º Rally Sanremo – Rally d’Italia    | Didier Auriol         | Bernard Occelli         | Toyota Celica Turbo 4WD        | WRC, 2LWRC |
| 1995 | 37º Rally Sanremo – Rally d’Italia    | Piero Liatti          | Alessandro Alessandrini | Subaru Impreza 555             | 2LWRC, CIR |
| 1996 | 38º Rally Sanremo – Rally d’Italia    | Colin McRae           | Derek Ringer            | Subaru Impreza 555             | WRC, CIR   |
| 1997 | 39º Rally Sanremo – Rally d’Italia    | Colin McRae           | Nicky Grist             | Subaru Impreza WRC             | WRC, CIR   |
| 1998 | 40º Rally Sanremo – Rally d’Italia    | Tommi Mäkinen         | Risto Mannisenmäki      | Mitsubishi Lancer Evo V        | WRC, CIR   |
| 1999 | 41º Rally Sanremo – Rally d’Italia    | Tommi Mäkinen         | Risto Mannisenmäki      | Mitsubishi Lancer Evo VI       | WRC, CIR   |
| 2000 | 42º Rally Sanremo – Rally d’Italia    | Gilles Panizzi        | Hervé Panizzi           | Peugeot 206 WRC                | WRC, CIR   |
| 2001 | 43º Rally Sanremo – Rally d’Italia    | Gilles Panizzi        | Hervé Panizzi           | Peugeot 206 WRC                | WRC        |
| 2002 | 44º Rally Sanremo – Rally d’Italia    | Gilles Panizzi        | Hervé Panizzi           | Peugeot 206 WRC                | WRC        |
| 2003 | 45º Rally Sanremo – Rally d’Italia    | Sébastien Loeb        | Daniel Elena            | Citroën Xsara WRC              | WRC        |
| 2004 | 46º Rally Sanremo                     | Renato Travaglia      | Flavio Zanella          | Peugeot 206 XS S1600           | CIR        |
| 2005 | 47º Rally Sanremo                     | Alessandro Perico     | Fabrizio Carrara        | Renault Clio S1600             | CIR        |
| 2006 | 48º Rally Sanremo                     | Paolo Andreucci       | Anna Andreussi          | Fiat Abarth Grande Punto S2000 | IRC, CIR   |
| 2007 | 49º Rally Sanremo                     | Luca Rossetti         | Matteo Chiarcossi       | Peugeot 207 S2000              | IRC, CIR   |
| 2008 | 50º Rally Sanremo                     | Giandomenico Basso    | Mitia Dotta             | Fiat Abarth Grande Punto S2000 | IRC, CIR   |
| 2009 | 51º Rally Sanremo                     | Kris Meeke            | Paul Nagle              | Peugeot 207 S2000              | IRC, CIR   |
| 2010 | 52º Rally Sanremo                     | Paolo Andreucci       | Anna Andreussi          | Peugeot 207 S2000              | IRC, CIR   |
| 2011 | 53º Rally Sanremo                     | Thierry Neuville      | Nicolas Gilsoul         | Peugeot 207 S2000              | IRC        |
| 2012 | 54º Rally Sanremo                     | Giandomenico Basso    | Mitia Dotta             | Ford Fiesta RRC                | IRC, CIR   |
| 2013 | 55º Rally Sanremo                     | Giandomenico Basso    | Mitia Dotta             | Peugeot 207 S2000              | ERC, CIR   |

- 2LWRC – Puchar Świata pojazdów 2-litrowych (zaliczane tylko do klasyfikacji konstruktorów)
- CIR – Rajdowe Mistrzostwa Włoch (Campionato Italiano Rally)
- ERC – Rajdowe Mistrzostwa Europy
- IMC – Międzynarodowe Mistrzostwa Konstruktorów
- IRC – Intercontinental Rally Challenge
- WRC – Rajdowe mistrzostwa świata